# Sirius Satellite Radio
Sirius Satellite Radio es un servicio de radio por satélite en Estados Unidos y Canadá. Establecido en la ciudad de Nueva York, y con estudios más pequeños en Los Ángeles, Sirius proporciona 69 canales de música y 65 canales de deportes, noticias y entretenimiento a los oyentes. Los canales de música en Sirius llevan una variedad amplia de géneros, difundiendo 24 horas al día, libre de comerciales.
Un subconjunto de canales de música de Sirius está incluido como parte del servicio Dish Network satellite television. Los canales de Sirius son identificados por Arbitron con la etiqueta “XS” (ej. “XS120”, “XS9”, “XS17”). Con cualquier radio Sirius, el usuario puede ver la información del artista y de la canción mientras que escucha el canal. Los canales de difusión parten de tres satélites en una órbita geosíncrona elíptica sobre Norteamérica. En 2012 Sirius XM tenía un total de 19.041.519 de suscriptores.